# Phyllomedusa tomopterna
La rana lémur naranja (Phyllomedusa tomopterna) es una especie de anfibio de la familia Phyllomedusidae.
Habita en la cuenca amazónica de Bolivia, Brasil, Colombia, Ecuador, Perú, Venezuela y las Guayanas, en altitudes inferiores a 500 m.
Sus hábitats naturales incluyen bosques tropicales o subtropicales secos y a baja altitud, pantanos tropicales o subtropicales y marismas intermitentes de agua dulce. Está amenazada de extinción por la destrucción de su hábitat natural.